# Tosanoides bennetti
Tosanoides bennetti là một loài cá biển thuộc chi Tosanoides trong họ Cá mú. Loài này được mô tả lần đầu tiên vào năm 2019.

## Từ nguyên
Từ định danh được đặt theo tên của Timothy Bennett (sinh năm 1960), thợ lặn người Úc và nhà sưu tập cá cảnh biển, người đã thu thập mẫu định danh của loài cá này.

## Phân bố
T. bennetti mới chỉ được biết đến ở phía tây bắc rạn san hô Holmes trên biển San Hô (cách Cairns khoảng 220 km về phía đông), được tìm thấy trên rạn san hô ở độ sâu đến 150 m.

## Mô tả
Chiều dài chuẩn (SL: standard length) lớn nhất được ghi nhận ở T. bennetti là 5 cm.
Cá đực: màu hồng tía với 4 dải sọc xiên màu vàng trên đầu và thân, riêng 2 dải giữa là các vệt đốm lớn ghép lại. Vây lưng có dải vàng ở giữa, dọc theo chiều dài vây, bao quanh bởi dải màu hồng tía ở rìa và gốc vây. Phần vây gần rìa của vây hậu môn và vây bụng có màu vàng, còn lại màu hồng tía như thân. Vây đuôi cũng màu hồng tía với một đốm lớn màu vàng ở ngay trung tâm của thùy dưới.
Cá cái: màu hồng tía, chuyển sang màu vàng nhạt hơn ở thân sau, cuống đuôi và phần lớn vây đuôi. Có một sọc vàng băng ngang các gai vây hậu môn. Vây bụng màu vàng với mép trước màu hồng. Vây lưng cũng màu hồng tía, có một đốm màu nâu vàng bao phủ 3 gai đầu tiên.
Số gai ở vây lưng: 10; Số tia vây ở vây lưng: 17; Số gai ở vây hậu môn: 3; Số tia vây ở vây hậu môn: 8; Số tia vây ngực: 12–14; Số gai ở vây bụng: 1; Số tia vây ở vây bụng: 5; Số vảy đường bên: 29–33.